# Dingsheim
Dingsheim es una localidad y comuna francesa, situada en el distrito de Saverne, departamento del Bajo Rin en la región de Alsacia. 
Tiene una población de 1.070 habitantes, con una densidad de 216 h/km².

## Demografía
| 377 | 430 | 1238 | 1210 | 1093 | 1070 | 1274 |
| Para los censos de 1962 a 1999 la población legal corresponde a la población sin duplicidades (Fuente: INSEE [Consultar]) |     |      |      |      |      |      |